# Circondario di Ludwigsburg
Il circondario di Ludwigsburg è uno dei circondari dello stato tedesco del Baden-Württemberg.
Fa parte del distretto governativo di Stoccarda.

## Città e comuni
(Abitanti il 31 dicembre 2022)
| Città 1. Asperg (13 559) 2. Besigheim (12 909) 3. Bietigheim-Bissingen (43 755) 4. Bönnigheim (8 381) 5. Ditzingen (25 145) 6. Freiberg am Neckar (16 216) 7. Gerlingen (19 853) 8. Großbottwar (8 452) 9. Korntal-Münchingen (19 955) 10. Kornwestheim (34 130) 11. Ludwigsburg (94 157) 12. Marbach am Neckar (16 053) 13. Markgröningen (15 054) 14. Oberriexingen (3 379) 15. Remseck am Neckar (26 549) 16. Sachsenheim (19 490) 17. Steinheim an der Murr (12 228) 18. Tamm (12 658) 19. Vaihingen an der Enz (29 305) | Comuni 1. Affalterbach (4 494) 2. Benningen am Neckar (6 620) 3. Eberdingen (6 972) 4. Erdmannhausen (5 347) 5. Erligheim (3 026) 6. Freudental (2 581) 7. Gemmrigheim (4 869) 8. Hemmingen (8 176) 9. Hessigheim (2 546) 10. Ingersheim (6 408) 11. Kirchheim am Neckar (6 224) 12. Löchgau (5 920) 13. Möglingen (11 244) 14. Mundelsheim (3 497) 15. Murr (6 795) 16. Oberstenfeld (7 979) 17. Pleidelsheim (6 412) 18. Schwieberdingen (11 568) 19. Sersheim (5 757) 20. Walheim (3 388) |